# 米原バイパス

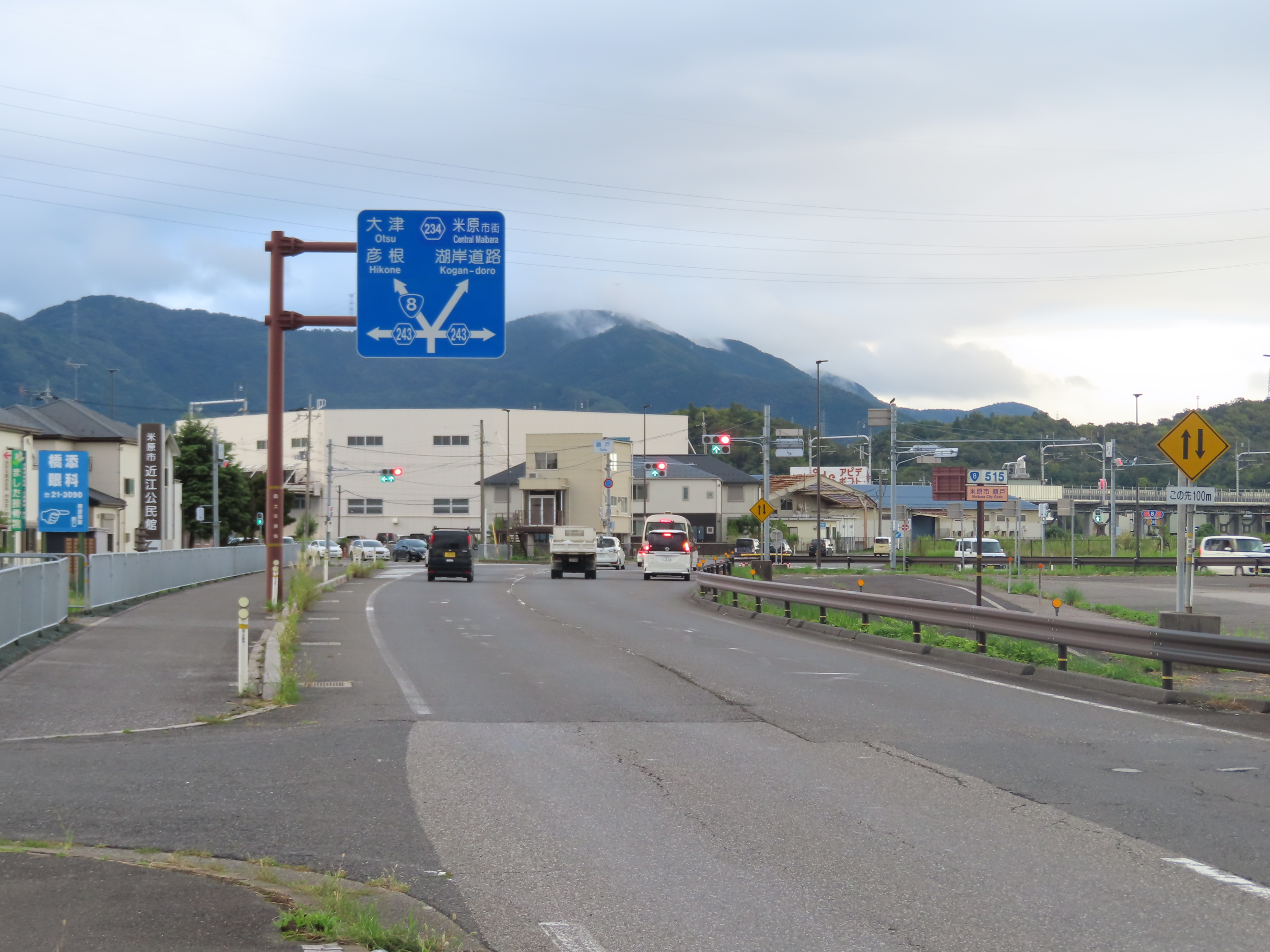
現道と分岐する米原市顔戸の顔戸交差点（2021年9月）

米原バイパス（まいばらバイパス）は、滋賀県長浜市加田町から同県彦根市佐和山町に至る国道8号のバイパス道路である。

## 概要
- 起点 - 滋賀県長浜市加田町[1][2][3]
- 終点 - 滋賀県彦根市佐和山町[1][2]
- 延長 - 10.3 km[1][4][2]
- 規格 - 第3種第1級[2]
- 道路幅員 - 暫定13 m（完成28 m）[2]
- 車線数 - 暫定2車線（一部4車線）[5][2]
- 車線幅員 - 3.5 m[1][2]
- 設計速度 - 80 km/h[2]
- 道路管理者・事業主体 - 国土交通省近畿地方整備局滋賀国道事務所[2]

## 歴史
- 1966年度（昭和41年度） - 6工区事業化[4][2]。
- 1967年度（昭和42年度） - 6工区用地着手[2]。
- 1970年度（昭和45年度） - 6工区工事着手[2]。
- 1973年（昭和48年）12月26日 - 都市計画決定[2]。
- 1977年（昭和52年）8月1日 - 6工区の長浜市加田町地内延長0.4 kmが暫定2車線（以下、特記なきものはすべて暫定2車線）で開通[2][3]。
- 1985年（昭和60年）12月26日 - 6工区の長浜市顔戸地内延長0.67 kmが開通[3]。
- 1986年（昭和61年）10月21日 - 6工区の長浜市加田町 - 米原市顔戸間延長1.33 kmが開通[3]。
- 1987年度（昭和62年度） - 7 - 9工区用地着手[2]。
- 1989年度（平成2年度） - 7 - 9工区工事着手[2]。
- 1999年（平成11年）11月9日 - 6工区の長浜市加田町 - 米原市顔戸間延長1.98 kmが4車線化[2][3]。
- 2004年（平成16年）3月30日 - 7工区の米原市顔戸 - 米原市中多良間延長3.2 kmが開通[2][3]。
- 2012年（平成24年）4月7日 - 8工区の米原市中多良 - 米原市入江間延長2.5 kmが開通[1][3][6]。
- 2025年（令和7年）秋 - 米原市入江 - 彦根市佐和山町間延長2.2 kmが開通予定。これにより全線開通予定[4][5][7]。

## 主な接続道路
- 滋賀県道242号加田田村線
- 滋賀県道243号東上坂近江線
- 滋賀県道235号世継宇賀野線
- 滋賀県道556号長浜近江線
- 滋賀県道234号朝妻筑摩近江線
- 滋賀県道329号彦根米原線[1][4]

## 接続するバイパスの位置関係
（大津方面） - 野洲栗東バイパス（事業中） - 現道 - 米原バイパス - 長浜バイパス - （敦賀方面）